# 盤邱駅
盤邱駅（パングえき）は、大韓民国慶尚北道栄州市にかつて存在した韓国鉄道公社の駅である。

## 歴史
- 1966年10月11日 - 開業。
- 2001年7月1日 - 廃止。

## 隣の駅
韓国鉄道公社
慶北線
美龍駅 - 盤邱駅 - 栄州駅